# Acanthophysium bisporum
Acanthophysium bisporum är en svampart som beskrevs av Boidin & Lanq. 1986. Acanthophysium bisporum ingår i släktet Acanthophysium och familjen Stereaceae.   Inga underarter finns listade i Catalogue of Life.